# 백수서초등학교
백수서초등학교는 대한민국 전라남도 영광군 백수읍에 있는 초등학교이다.

## 학교 연혁
- 1943. 06. 08 백수서공립국민학교로 개교
- 1981. 03. 01 병설유치원 개원
- 1996. 03. 01 백수서초등학교로 개정
- 1999. 09. 01 홍곡분교장 통폐합
- 2011. 09. 01 제25대 배동렬 교장 부임
- 2015. 02. 13 제67회 졸업식(누계 5,516명)